# Ezra R. Baker
Ezra Reuben Baker (* 23. März 1913 in Essex Fells in New Jersey; † 30. April 1990) war ein US-amerikanischer Filmproduzent, Filmregisseur und Filmschauspieler, der mit zwei der von ihm produzierten Kurzfilme für einen Oscar nominiert war, wovon er einen mit nach Hause nehmen konnte.

## Lebensnotizen
Über Baker, der 1960 erstmals mit seinem Kurzfilm Day of the Painter öffentlich in Erscheinung trat, ist fast nichts bekannt. Für den von ihm in Zusammenarbeit mit dem Regisseur Robert P. Davis erstellten Kurzfilm Day of the Painter wurde er 1961 mit einem Oscar in der Kategorie „Bester Kurzfilm“ ausgezeichnet. In einer übermütigen, sehr komischen Parodie, die die abstrakt-expressionistische Malerei zum Thema hat, füllt ein Maler eine Leinwand auf sehr ungewöhnliche Art und Weise und zerschneidet das von ihm geschaffene Werk am Ende wieder, um die einzelnen Teile in einen Fluss zu werfen.
Auch mit dem 1963 produzierten Kurzfilm Koncert konnte Baker punkten und wurde in der Kategorie „Bester Kurzfilm“ erneut für einen Oscar nominiert, der dann allerdings an das belgisch-französische Filmgespann Paul de Roubaix und Marcel Ichac und die Literaturverfilmung La rivière du hibou ging, deren Handlung sich  um einen Mann dreht, der während des Sezessionskrieges an einer Brücke gehängt werden soll. In dem von Baker produzierten Film Koncert veranstalten einige Urlauber spontan ein Konzert auf einem Klavier, das am Strand steht und von drei jungen Männern verlassen wurde.
Bei seinem im Jahr 1967 veröffentlichten Kurzfilm Space übernahm Baker die Regie, schrieb das Drehbuch und war auch sein eigener Darsteller. Der Film zeigt die Versuche eines älteren Herrn, seinen Rolls-Royce unter Schmerzen einzuparken. Mit diesem Film trat Baker letztmals in Erscheinung.

## Filmografie (Auswahl)
- 1960: Day of the Painter (Kurzfilm; Produzent)
- 1962: Koncert (Kurzfilm; Produzent)
- 1963: The Supermarket (Kurzfilm, Produzent, Regie)
- 1963: Your Band (Kurzfilm, Produzent)
- 1967: Space (Kurzfilm, Regie, Darsteller)

## Auszeichnungen
Oscarverleihung 1961
- Auszeichnung für Ezra R. Baker für Day of the Painter

Oscarverleihung 1964
- Nominierung für Ezra R. Baker für Koncert